# Daredevil: Żółty
Daredevil: Żółty (ang. Daredevil: Yelow) – amerykańska sześciozeszytowa seria komiksowa autorstwa Jepha Loeba (scenariusz) i Tima Sale'a (rysunki), wydawana przez Marvel Comics od sierpnia 2001 do stycznia 2002 roku. Po polsku ukazała się w wydaniu zbiorczym w 2015 roku nakładem Mucha Comics.
Daredevil: Żółty jest częścią komiksowej tetralogii autorstwa Loeba i Sale'a, do której należą też Spider-Man: Niebieski, Hulk: Szary, (oba wydane po polsku) i Captain America: White (Kapitan Ameryka: Biały, niewydany po polsku).

## Fabuła
Daredevil, czyli Matt Murdock, wspomina początki swojej aktywności superbohatera, kiedy nosił żółty kostium (stąd tytuł komiksu). Przywołuje w pamięci swojego ojca, „Walecznego” Jacka Murdocka, i Karen Page, swoją pierwszą miłość.